# Denise Bauer
Pour les articles homonymes, voir Bauer.
Denise Campbell Bauer, née le 30 janvier 1964, est une diplomate américaine.
Elle a occupé différents postes importants à l'étranger, dont celui d’ambassadrice des États-Unis en Belgique de 2013 à 2017 sous la présidence de Barack Obama. Elle est membre du Parti démocrate, où elle s'est notamment occupée de la direction du mouvement « Les Femmes pour Biden ». Elle est ambassadrice des États-Unis en France et à Monaco de 2022 à 2025. 

## Biographie

### Études et carrière professionnelle
Denise Campbell Bauer étudie à l’Occidental College de Los Angeles, aux États-Unis, où elle est diplômée en science politique avec une spécialisation en politique étrangère et en sécurité intérieure. Elle travaille d'abord comme productrice pour la chaine de télévision KCBS-TV News, puis pour la chaine australienne Nine Network dans les années 1990. Elle collabore ensuite à la Croix Rouge américaine (American Red Cross), à San Francisco, et s'investit dans plusieurs associations et fondations. 

### Carrière politique
Militante démocrate, elle s'implique dans la campagne électorale de Barack Obama en 2011. Elle est nommée ambassadrice à Bruxelles par celui-ci le 21 juin 2013, et confirmée dans cette fonction par le Sénat en août 2013.
Lors des deux campagnes présidentielles de Barack Obama, elle aurait levé quatre millions de dollars pour celui-ci. Elle est également engagée dans la lutte pour les droits des femmes, présidant notamment le Women’s Leadership Forum. 

### Ambassadrice en France
En juillet 2021, le président Joe Biden la nomme ambassadrice des États-Unis en France, ainsi qu'à Monaco, un poste clef pour refonder les relations que souhaite établir la Maison-Blanche entre les deux pays après quatre ans de discordes entre Donald Trump et le gouvernement français. Le 18 décembre 2021, elle est confirmée par le Sénat et elle prête serment le 23 décembre de la même année. Le 5 février 2022, elle prend ses fonctions à Paris avant de remettre officiellement ses lettres de créance le 22 juillet suivant au président Emmanuel Macron. Elle quitte son poste en janvier 2025.

### Vie privée
Denise Campbell Bauer est mariée avec Steven M. Bauer, avocat de San Francisco et mère de deux filles, Katharine et Natalie.